# Christine Ewers
Christine Ewers, auch Christine Ewers-Saucedo (* 1984 in Husum), ist eine deutsche Meeres- und Entwicklungsbiologin.

## Leben und Wirken
Christine Ewers wuchs auf der nordfriesischen Insel Pellworm auf. Geboren wurde sie in Husum, da ihre Mutter für die Entbindung in einer Klinik auf das Festland ausweichen musste. Schon früh wurde Ewers’ Interesse an der Natur und ihren Zusammenhängen durch das Elternhaus und die Umgebung geweckt. Nach dem Erreichen des Realschulabschlusses wechselte sie an die Hermann-Tast-Schule in Husum und legte dort 2004 das Abitur ab. Im Anschluss daran begann sie ein Studium der Biologie an der Christian-Albrechts-Universität in Kiel, welches sie im Jahre 2010 mit dem Diplom abschloss. Von 2010 bis 2015 forschte sie an der University of Georgia in Athens, Abteilung für Genetik, und promovierte sich dort mit ihrer Dissertation über das Fortpflanzungssystem von Seepocken. Im Januar 2016 wechselte sie als Postdoktorandin an die Abteilung für Evolution und Ökologie der University of California in Davis, bevor sie 2017 – ebenfalls als Postdoktorandin – nach Kiel an das Zoologische Museum der Christian-Albrechts-Universität berufen wurde. Am Zoologischen Museum untersucht Ewers mit der unter anderem von ihr etablierten ancient DNA-Methode das Erbgut 150 Jahre alter Exemplare der Europäischen Auster, die im nordfriesischen Wattenmeer seit den 1930er Jahren als ausgestorben gilt. Dabei sollen Erkenntnisse über die Gründe des Aussterbens gewonnen und Möglichkeiten der Wiederansiedlung aufgezeigt werden. Für ihre Arbeit wurde Ewers 2022 von der American Genetic Assosiation (AGA) als einzige Forscherin auf dem europäischen Festland mit dem EECG Research Award ausgezeichnet.
Ein weiterer Forschungsschwerpunkt von Ewers gilt der Genetik der Chinesischen Wollhandkrabbe, die – vermutlich über den Weg der Schifffahrt nach Europa eingeschleppt – durch ihre rasche Verbreitung zu einer Gefahr für heimische Ökosysteme wird. Über die Organisation helpING!, einer Zukunfts-Orientierungs-Akademie für Schülerinnen, setzt Ewers sich als Mentorin für die Förderung des weiblichen wissenschaftlichen Nachwuchses ein.
Christine Ewers ist verheiratet und Mutter eines Sohnes.

## Publikationen (Auswahl)
- How hermaphrodites and males coexist: Insights from mating system and life history of the androdioecious barnacle Chelonibia testudinaria. Athens (Georgia) 2015
- Evaluating reasons for biased sex ratios in Crustacea. 2019
- Der Geist der vergangenen Austern: Museomik einer ausgestorbenen Austernpopulation und die Suche nach Überlebenden. In: Scientific Reports, 2021
- mit Dirk Brandis: Die Austernsammlungen von Karl-August Möbius im Zoologischen Museum gestern und heute. In: Christiana Albertina, Nr. 85, Seite 115–128, Kiel 2024[8]
- Tissue sampling from museum speciens of mitten crabs. 2024

## Auszeichnungen
- 2022: Evolutionary, Ecological, and Conservation Genomics (EECG) Research Award der American Genetic Assosiation